# Tailevu
Tailevu is een van de veertien provincies van Fiji, in de divisie Central. Het is gelegen op het eiland Viti Levu. De provincie is 755 km² en had in 1996 48.216 inwoners. De hoofdstad is Nausori met 21.645 (1996).
Divisies: Central · Eastern · Northern · Western

Provincies: Ba · Bua · Cakaudrove · Kadavu · Lau · Lomaiviti · Macuata · Nadroga-Navosa · Namosi · Naitasiri · Ra · Rewa · Serua · Tailevu

Dependency: Rotuma